# Chase Goehring
Chase Goehring (* 2. November 1995 in Long Beach, Kalifornien) ist ein US-amerikanischer Sänger, Songwriter und Gitarrist. 

## Leben
Seine Kindheit verbrachte Chase Goehring in seinem Geburtsort Long Beach, Kalifornien. Als sein Zuhause bezeichnet er jedoch statt Kalifornien eher Tennessee.
Sein Talent erregte auch die Aufmerksamkeit der nationalen Fernsehproduzenten. Mit 17 Jahren bewarb Chase sich bei der Fernsehserie X-Factor. Vier Jahre später meldete er sich für die Talentshow America’s Got Talent (Staffel 12) an und präsentierte u. a. das selbst geschriebene Lied „Hurt“, womit er es ins Finale schaffte.

## Diskografie
- What Is Love
- California
- Hurt
- Illusion
- Jaded
- A Capella
- Mirror